# Duomo di Viterbo
Il duomo di Viterbo, noto anche col nome di cattedrale di San Lorenzo, è il principale luogo di culto della città di Viterbo, nel Lazio, sede vescovile della diocesi omonima.
La chiesa ha un'imponente struttura romanica risalente al XII secolo anche se la facciata, a causa dei rimaneggiamenti del XVI secolo, si presenta come struttura di stile rinascimentale.
Nel marzo del 1940 papa Pio XII elevò la chiesa alla dignità di basilica minore.
La cattedrale fa parte del polo monumentale del Colle del Duomo di Viterbo.
Custodisce, inoltre, le spoglie mortali di Papa Alessandro IV.

## Storia

### Localizzazione
La cattedrale fu eretta su una collina della città verso la fine del XII secolo, al posto di una chiesetta dedicata a San Lorenzo e risalente al VII secolo, a sua volta eretta sulle rovine di un tempio pagano dedicato a Ercole. Già durante l'erezione della cattedrale la città si stava sviluppando verso nord, lungo le pendici della collina stessa, rendendone la frequentazione meno agevole. I vescovi locali cercarono di compensare l'inconveniente garantendo alla cattedrale speciali privilegi religiosi.
La città di Viterbo e il suo circondario furono erette a diocesi da papa Celestino III nel 1192 e San Lorenzo divenne così Cattedra vescovile.

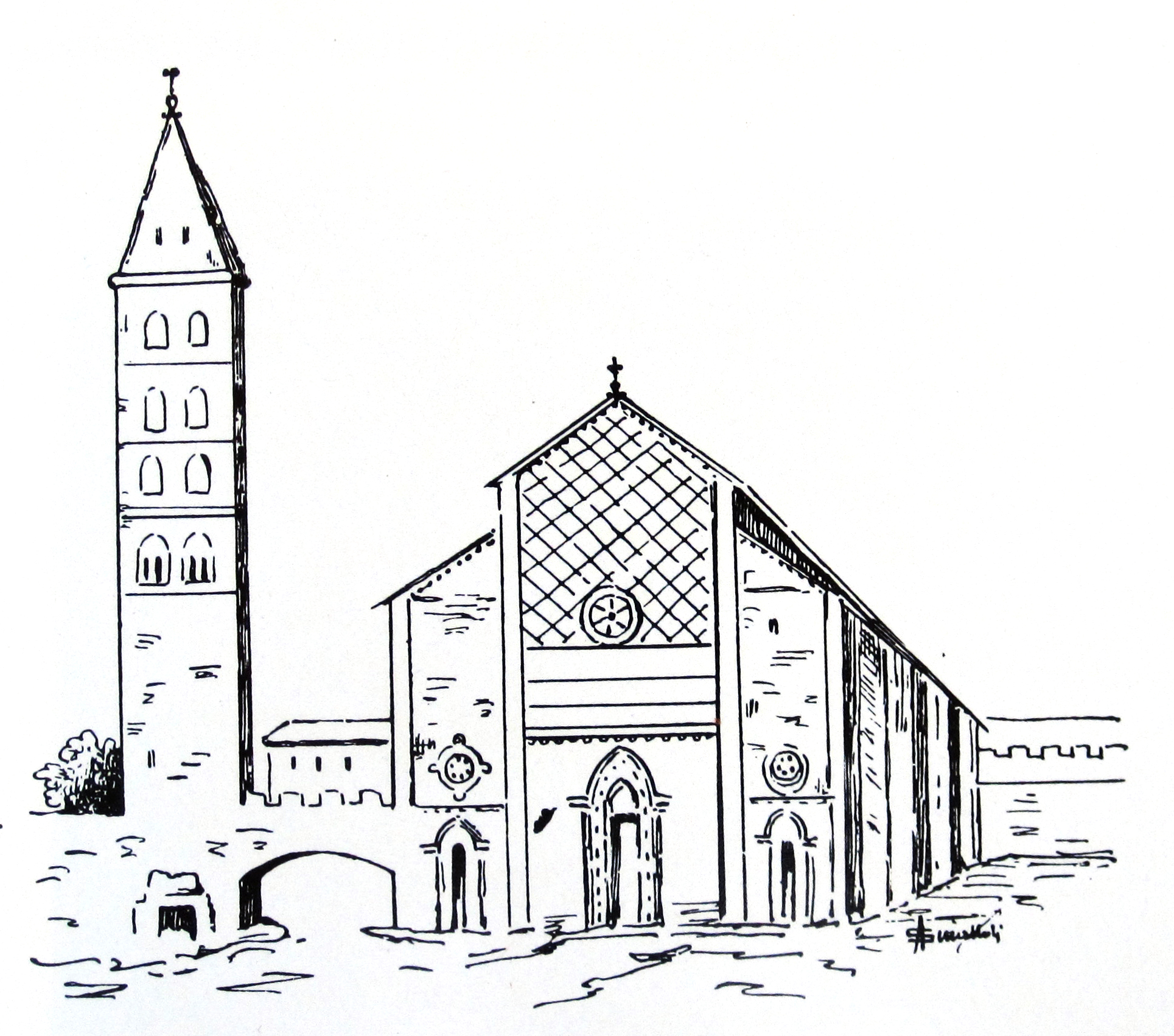
Disegno del Duomo di Viterbo nel XII-XIII secolo (da A. Scriattoli:Viterbo nei suoi Monumenti-Roma,1915)

### Residenza papale
La Cattedrale assunse una significativa importanza nella seconda metà del XIII secolo, allorché essa e il vicino Palazzo dei Papi divennero sede del papato.

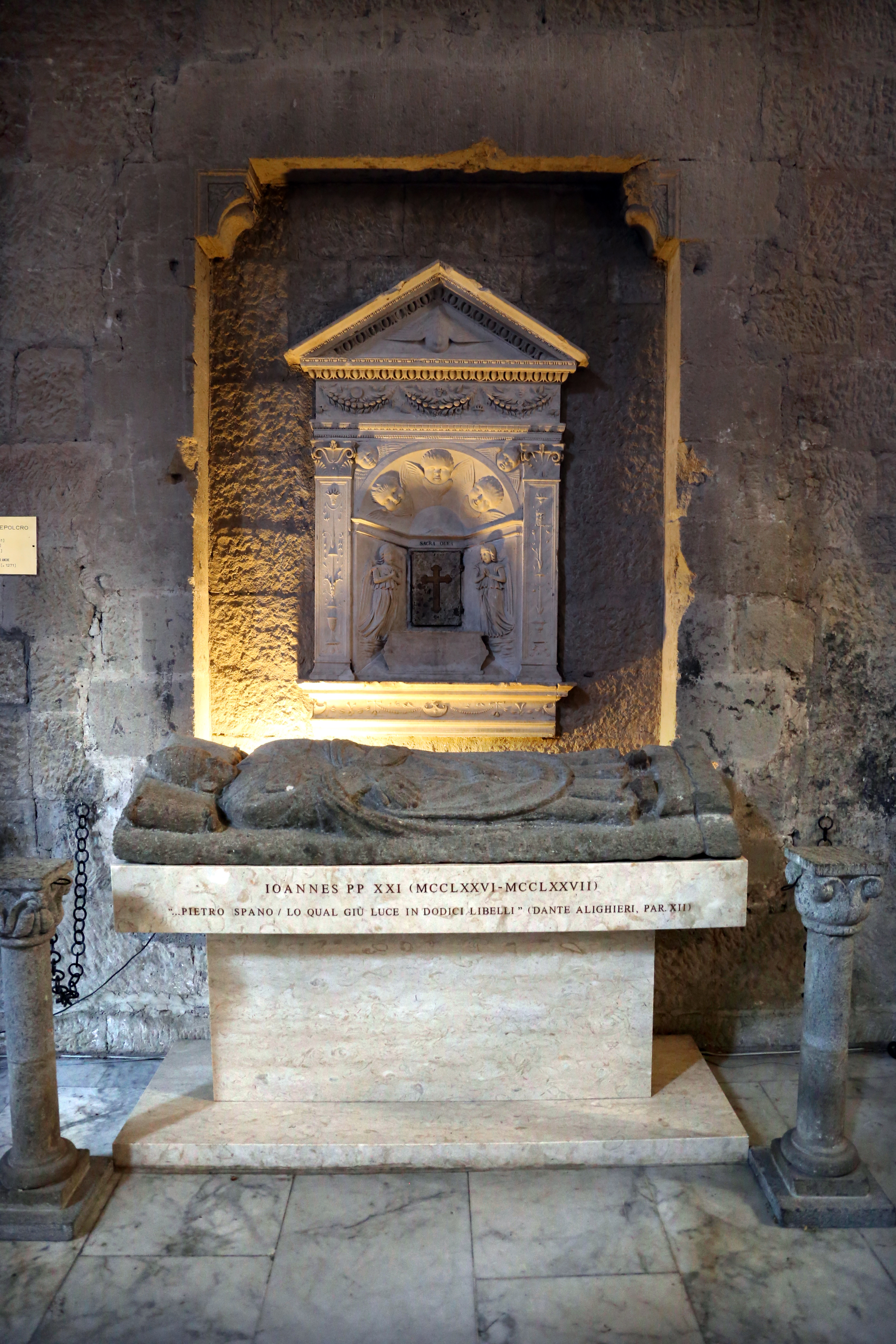
Tomba onorifica di papa Giovanni XXI conservata nella cattedrale di Viterbo

Due papi furono sepolti nella Cattedrale: Papa Alessandro IV (1199 – 1261), al secolo Rinaldo di Jenne, rifugiatosi a Viterbo temendo la cattura da parte di Manfredi di Sicilia, la cui tomba è andata perduta e Papa Giovanni XXI (1210 – 1277), al secolo Pedro Julião, unico papa di origini portoghesi, che morì dopo essere rimasto vittima di un grave incidente nel Palazzo papale: la volta del suo studio gli crollò addosso, probabilmente per un difetto di costruzione. La tomba è tuttora visibile al fondo della navata sinistra. Nel maggio 2000 una speciale tomba onorifica venne collocata nella stessa cattedrale, per volere di Giovanni Paolo II.

## Descrizione

### Esterno
La cattedrale, così come fu eretta nel XII secolo, è volta a est sulla collina ed è collegata direttamente al Palazzo dei Papi che sovrasta la città sottostante. La facciata originale era in stile romanico (a salienti) con un bel rosone centrale, i cui resti sono visibili nel Museo del Colle del Duomo di Viterbo.
L'attuale facciata contrasta decisamente gli edifici circostanti, di origine e stile medievale, poiché oltre a non essere costruita in pietra come quelli, è disegnata in stile rinascimentale, per volontà del cardinale Gambara (1533 – 1587), vescovo della diocesi di Viterbo dal 1568 al 1580, che diede corso alla trasformazione della cattedrale. Dall'esterno l'unica opera originale visibile è il campanile, formato nella parte alta da strati segnati da doppie bifore e da fasce policrome orizzontali che alternano il bianco del locale travertino e l'azzurro del basalto. L'accesso ai portali avviene attraverso una breve scalinata.

### Interno
L'interno, a tre navate separate da due ordini di colonne collegate da archi a tutto sesto e dotato di un pavimento cosmatesco, fu rimaneggiato nel secolo XVI, quando furono aperte nelle pareti laterali dieci cappelle: questo comportò la perdita degli affreschi murali dipinti sui muri, demoliti per far posto alle cappelle stesse. Nel XVII secolo venne edificata una volta a botte decorata nel 1681 da Urbano Romanelli che impedì la vista della capriata decorata attualmente visibile. Alla stessa fase edilizia è riconducibile l'allungamento della navata centrale e la costruzione dell'abside barocca (attualmente nascosta dalla ricostruzione di una moderna abside in luogo di quella romanica) visitabile, insieme alla bellissima sagrestia e al Palazzo dei Papi, rivolgendosi presso il Museo del Colle del Duomo di Viterbo. Gran parte di queste modifiche è stata poi rimossa dopo la seconda guerra mondiale: l'esplosione di una bomba caduta nella cattedrale durante un bombardamento del 1944, infatti, produsse ingenti danni e il successivo restauro fornì l'occasione per riportare gran parte dell'interno della chiesa al presumibile impianto romanico. Otto delle dieci cappelle vennero così murate insieme con la parte absidale.

### Organo a canne
Nelle due testate del transetto, sopra due cantorie in legno, si trova l'organo a canne della cattedrale, costruito nel 1964 dalla ditta organaria pescarese Zenoni e restaurato e ampliato dalla ditta organaria fiorentina Maggiora nel 2004. A trasmissione elettrica con consolle in navata destra, lo strumento ha tre tastiere di 61 note ciascuna e una pedaliera concavo-radiale di 32 note.
Nel dicembre 2019 è stato installato un organo portativo-liturgico "compatto" della ditta "F. Zanin" di Codroipo (UD) a due tastiere di 61 note e pedaliera di 30 note. Organista titolare della Cattedrale e della Cappella Musicale è il M° Ferdinando Bastianini. Secondo organista è il Dottor Pier Giorgio Conti.

### Opere
La cattedrale contiene alcune opere artistiche pittoriche e scultoree:
- affresco del XVI secolo di Madonna con il Bambino porgente l'anello delle nozze mistiche a Santa Caterina in presenza di Santa Barbara, San Pietro, San Francesco, Sant'Ambrogio e san Bernardino, opera di  Antonio del Massaro da Viterbo, detto Il Pastura;
- busto di Letizia Cristina Bonaparte (1804 – 1871)[7] opera dello scultore senese Duprè (1817 – 1882), scolpita un anno dopo la morte della Bonaparte
- fonte battesimale in marmo, opera (1470) di Francesco di Ancona. Su base a zampe di leone è posta una vasca circolare finemente decorata e sovrastata da un tempietto triangolare
- dipinto su tela del viterbese Giovan Francesco Romanelli (1612 – 1662) rappresentante la Sacra Famiglia con San Bernardino. (Del Romanelli è presente nella navata opposta anche un dipinto rappresentante San Lorenzo)[8]
- dipinto rappresentante San Lorenzo che amministra la Comunione, opera del pittore romano Marco Benefial (1684 – 1764); del medesimo autore una tela raffigurante San Lorenzo è esposta nella navata opposta (sinistra)
- tavola di anonimo del XII secolo raffigurante la Madonna della Carbonara, rappresentazione in stile bizantino posta nella zona sinistra dell'abside, considerata una versione anticipatrice di quella famosa esposta nella Basilica di Santa Maria Maggiore a Roma.
- dipinto del pittore marchigiano Carlo Maratta (1625 – 1713) raffigurante San Lorenzo con i poveri
- tavola rappresentante Cristo benedicente tra i santi Giovanni Evangelista, Leonardo, Pietro e Giovanni Battista, opera di Girolamo da Cremona, attivo nel XV secolo, che la dipinse nel 1472 su commissione di Francesco Maria Sèttala, vescovo di Viterbo dal 1472 al 1491.

## Piazza di San Lorenzo

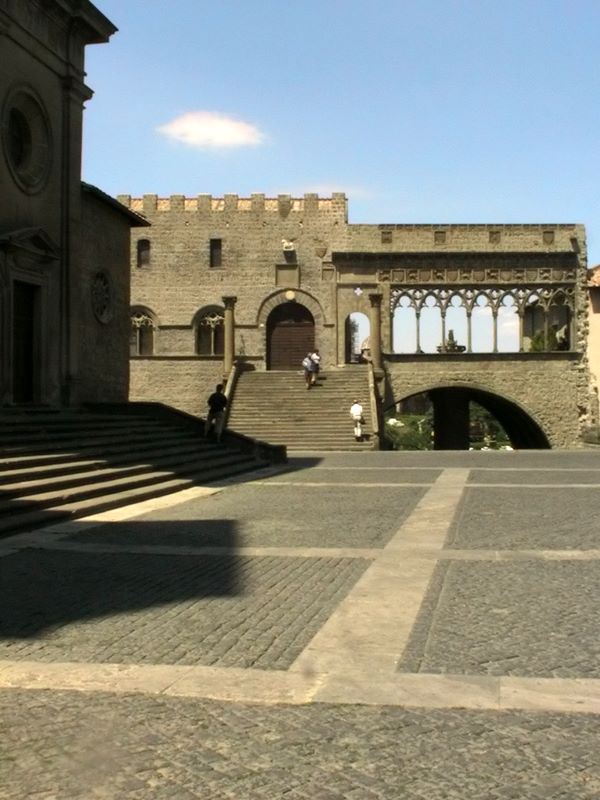
La loggia del palazzo dei Papi dalla piazza San Lorenzo

La piazza in sé, benché dominata dalla Cattedrale e dal suo campanile, è circondata da alcuni edifici di una certa importanza storico-architettonica, incluso il vecchio ospedale della città le cui fondazioni etrusche sono chiaramente visibili al livello strada. Sul lato meridionale della piazza si erge la Dimora di Valentino della Pagnotta, edificio del XIII secolo così denominato dal nome del priore che nel 1458 lo acquistò. Una scalinata di tre gradini dà accesso a un portico a due fornici con altrettanti archi a tutto sesto, separati da una colonna, mentre la zona del piano superiore presenta una facciata arricchita da due finestre bifore. Il palazzo fu danneggiato dai bombardamenti del 1944 ma venne ricostruito esattamente com'era in origine.
Il lato nord della piazza è dominato dalla Loggia del Palazzo dei Papi, allungata e ricostruita nel 1266 con l'erezione di Viterbo a sede papale. La Loggia mette in comunicazione il Palazzo dei Papi vero e proprio, in particolare la Sala del Conclave, con i fabbricati del lato est della Piazza.